# Andreas Vomfell
Andreas Vomfell (* 19. Mai 1885 in Betzdorf; † 25. Dezember 1970 in Bad Neuenahr) war ein deutscher Verwaltungsbeamter. Er war von 1921 bis zur Entlassung 1933 Amtmann bzw. Bürgermeister des Amtes Netphen. In der Nachkriegszeit war er kurzzeitig Landrat im Kreis Arnsberg. Später war er Oberregierungsrat im Ministerium für Arbeit und Wohlfahrt des Landes Hessen.

## Leben
Er besuchte das Progymnasium in Betzdorf und danach das Dreikönigsgymnasium in Köln. Seit 1905 war er in der Verwaltung verschiedener Kommunen und Landratsämter tätig (Kirchen an der Sieg, Niedermendig, Kreis Siegen, Kreis Ahrweiler, Kreis Mayen). In den Jahren 1911/12 studierte er an der Akademie für Kommunale Verwaltung in Düsseldorf. Danach war er bis 1914 Supernumerar an der Regierung Arnsberg.
Seit August 1914 war er Soldat im Ersten Weltkrieg.  Er war zunächst Leutnant in einem Artillerieregiment an der Ostfront. Im Jahr 1915 wurde ihm das Eiserne Kreuz II. Klasse verliehen. Seit 1916 hatte er verschiedene Posten in der Militärverwaltung in Ober Ost inne. Er war Amtsvorsteher/Bürgermeister sowie Wirtschaftsoffizier zuständig für verschiedene Bezirke in Litauen. Von April 1918 bis Ende des Krieges war er stellvertretender Kreishauptmann in Reval und dort mit dem Aufbau einer Kreisverwaltung beauftragt.
In der Nachkriegszeit war er zunächst stellvertretender Vorsitzender des staatlichen Versicherungsamtes in Siegen. Von 1921 bis 1933 war er Amtmann bzw. ab 1927 Bürgermeister des Amtes Netphen. In seine Amtszeit fällt unter anderem die Gründung eines Zweckverbandes für Licht und Kraft zur Stromversorgung. Es wurden einige neue Schulen gebaut und eine Amtsberufsschule gegründet. Ebenso wurde das Feuerwehrwesen durch die Neugründung mehrerer Freiwilliger Feuerwehren verbessert. Es gelang bis 1927 durch Neubauten die Wohnungslosigkeit im Amt zu beseitigen.
Er gehörte zeitweise dem Kreistag und Kreisausschuss des Kreises Siegen an. Außerdem war er Mitglied im Hauptausschuss des preußischen Landgemeindeverbandes West. Vomfell war Mitglied des Zentrums.
Nach dem Beginn der nationalsozialistischen Herrschaft wurde seine Tochter bei einer Durchsuchung seines Hauses misshandelt. Auf Grund des Gesetzes zur Wiederherstellung des Berufsbeamtentums wurde er im März 1933 entlassen.
Danach war er als Berater in Versicherungsfragen für verschiedene Bistümer tätig. Im Jahr 1941 wurde er zum Militär einberufen und dem Landrat in Rüdesheim zugeordnet. Er war zuständig für den Luftschutz.
Nach Ende des Krieges wurde er von der britischen Militärverwaltung Ende Juli 1945 als Nachfolger von Fritz Dannapfel zum Landrat des Kreises Arnsberg ernannt. In Folge der Einführung der neuen Kommunalverfassung mit Einführung der Doppelspitze aus Landrat und Oberkreisdirektor schied er freiwillig 1946 auf dem Amt aus. Danach war er bis zum Eintritt in den Ruhestand 1950 Oberregierungsrat und Verwaltungsleiter im Ministerium für Arbeit und Wohlfahrt des Landes Hessen.
Er engagierte sich im  Gesamtverband der Deutschen Ruhestandsbeamten und Beamtenhinterbliebenen und war in diesem zeitweise Landesvorsitzender.
Im Jahr 1965 wurde ihm das Bundesverdienstkreuz I. Klasse verliehen.